# Імре Ньєкі
Імре Ньєкі (угор. Imre Nyéki, 1 листопада 1928 — 27 березня 1995) — угорський плавець.
Призер Олімпійських Ігор 1948 року, учасник 1952 року.
Чемпіон Європи з водних видів спорту 1954 року, призер 1947, 1958 років.